# Упаар
Упаар — лагуна на востоке Шри-Ланки в округе Баттикалоа (Восточная провинция). Площадь — 25,9 км². Максимальная глубина — 2 метра.
Лагуну питают несколько мелких рек. Она связана с морем, узким каналом. Вода лагуны является солоноватой.
Лагуна окружена лесом, скрэбами и заливными полями. Лагуна имеет морские травы, мангры и большое разнообразие водоплавающих птиц.